# Shook Ones Pt. II
Shook Ones Pt. II è il primo singolo estratto da The Infamous, disco del 1995 dei Mobb Deep.
Ha ottenuto grande successo e tuttora dalla maggior parte degli appassionati di musica rap è considerato un classico degli anni 90. Nel 2006 venne riproposto all'interno di Life of the Infamous: The Best of Mobb Deep.

## Tracce
1. Shook Ones part II (LP version) — 4:27
2. Shook Ones part II (instrumental) — 4:41
3. Shook Ones part II (a cappella) — 3:49
4. Shook Ones part I (original Version) — 4:13
5. Shook Ones part I (instrumental) — 4:13